# Lucgarier
Lucgarier (okzitanisch: Lucgarrièr) ist eine französische Gemeinde mit 1.587 Einwohnern (Stand: 1. Januar 2022) im Département Pyrénées-Atlantiques in der Region Nouvelle-Aquitaine (vor 2016: Aquitanien). Sie gehört zum Arrondissement Pau und ist Teil des Kantons Vallées de l’Ousse et du Lagoin (bis 2015: Kanton Pontacq).

## Geografie
Lucgarier liegt etwa 21 Kilometer ostsüdöstlich von Pau am Fuß der Pyrenäen. Umgeben wird Lucgarier von den Nachbargemeinden Gomer im Norden, Espoey im Nordosten, Hours im Osten und Südosten, Bordères im Süden und Südwesten, Lagos im Südwesten sowie Beuste im Westen und Südwesten.

## Bevölkerungsentwicklung
| 1962                      | 1968 | 1975 | 1982 | 1990 | 1999 | 2006 | 2013 |
| ------------------------- | ---- | ---- | ---- | ---- | ---- | ---- | ---- |
| 216                       | 239  | 223  | 268  | 294  | 288  | 290  | 267  |
| Quelle: Cassini und INSEE |      |      |      |      |      |      |      |